# Читта-ді-Кастелло
Чітта-ді-Кастелло (італ. Città di Castello) — муніципалітет в Італії, у регіоні Умбрія, провінція Перуджа.
Чітта-ді-Кастелло розташована на відстані близько 180 км на північ від Риму, 45 км на північ від Перуджі.
Населення — 40 072 особи (2014).

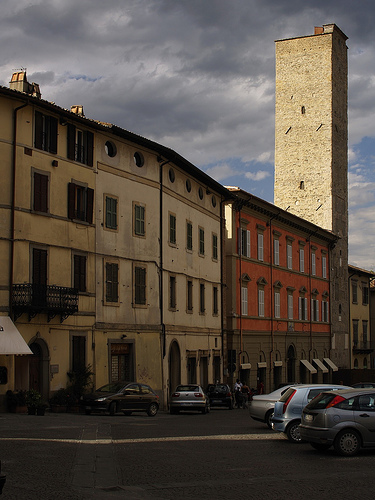

Щорічний фестиваль відбувається 13 листопада. Покровитель — Святий Флоридо (San Florido).

## Демографія
Населення за роками:

Станом на 1 січня 2023 року в муніципалітеті офіційно проживали 3684 іноземці з 85 країн, серед них 1382 громадяни країн Євросоюзу та 115 громадян України.

## Сусідні муніципалітети
- Апеккьо
- Ареццо
- Читерна
- Кортона
- Меркателло-суль-Метауро
- Монте-Санта-Марія-Тіберина
- Монтеркі
- Монтоне
- П'єтралунга
- Сан-Джустіно
- Сансеполькро
- Умбертіде

## Галерея зображень

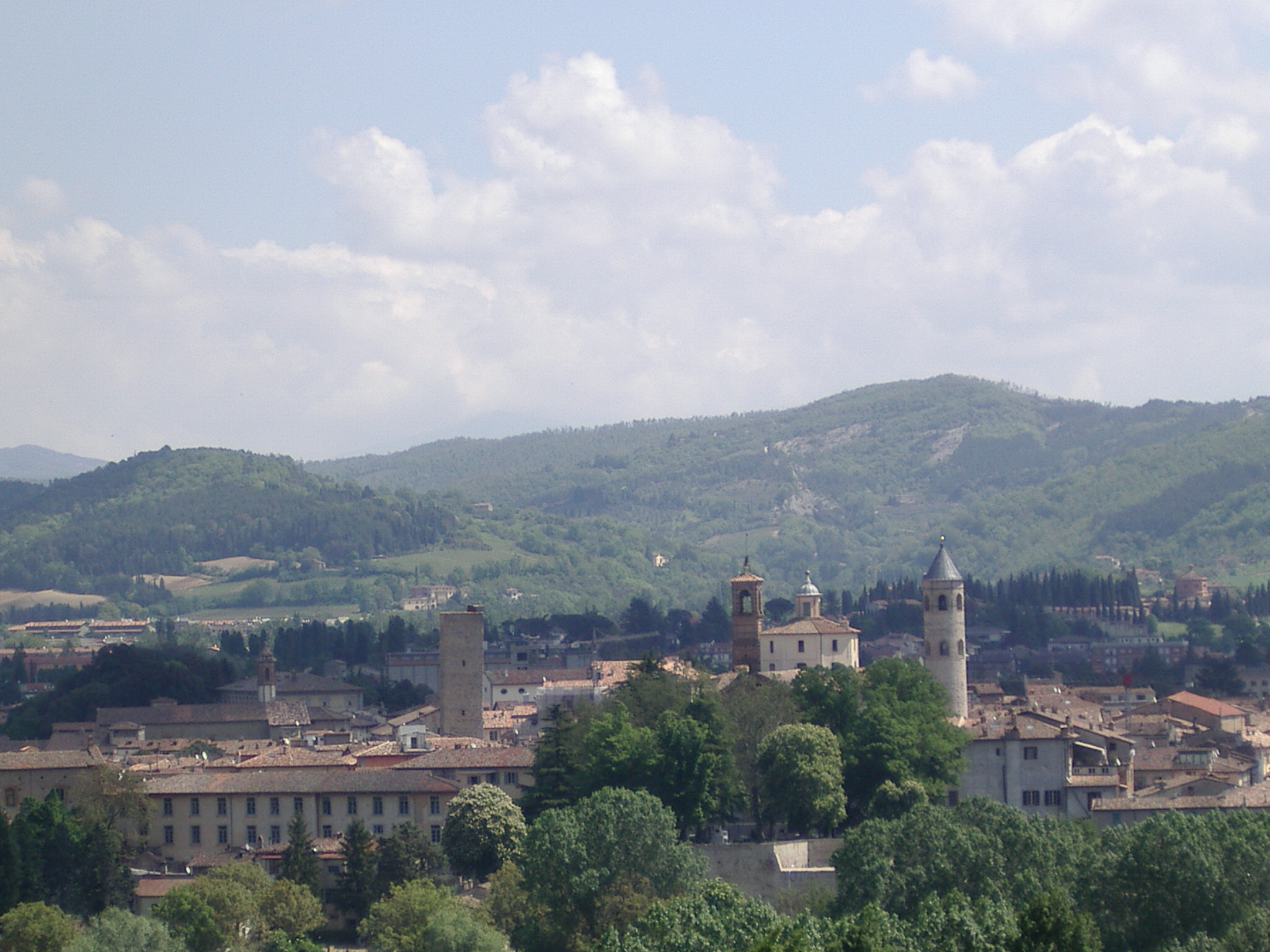
Panorama
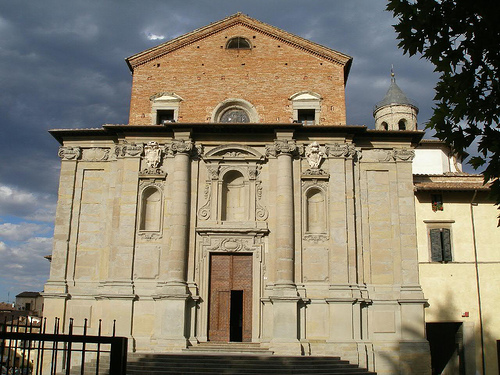
Duomo: facciata.
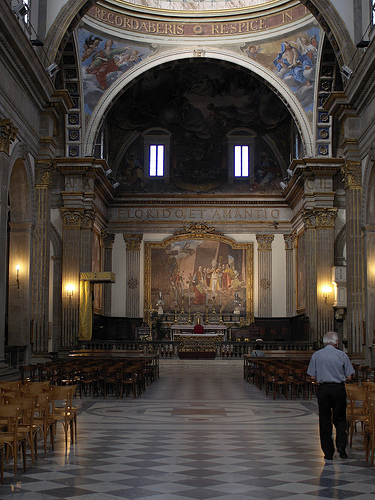
Duomo: interno.
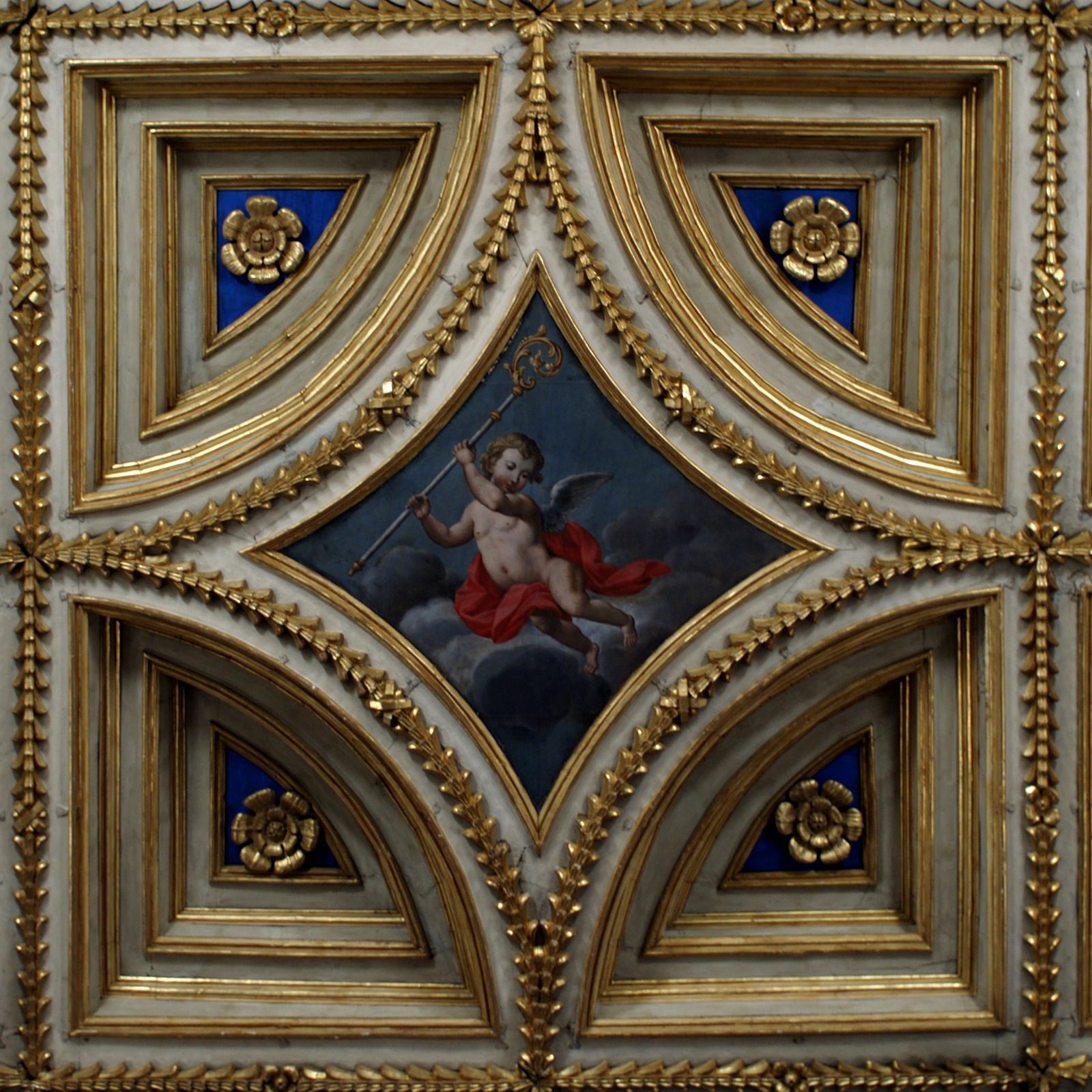
Duomo: cassone.

## Відомі вихідці
- Марґеріта да Чітта-ді-Кастелло — свята Католицької Церкви.
- Моніка Беллуччі — італійська акторка та модель.